# Koekoeksgraad

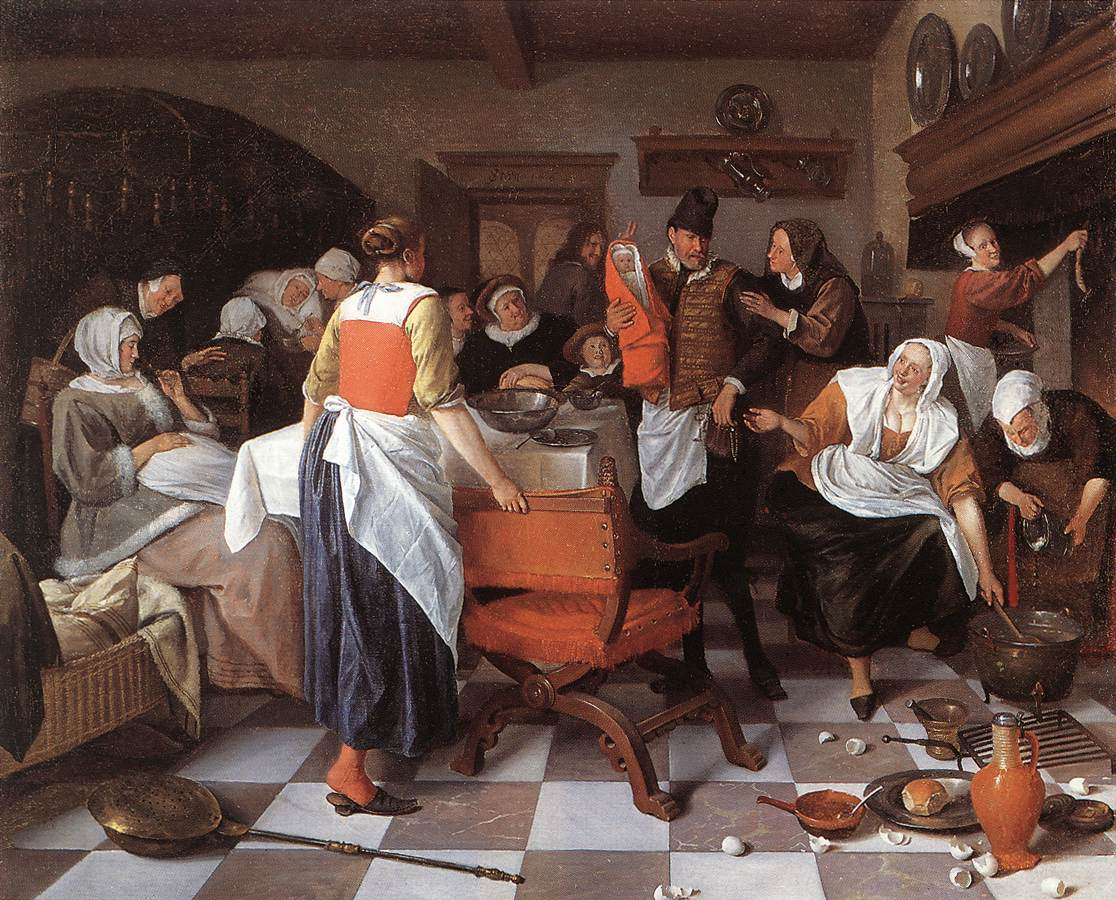
Op veel 17e-eeuwse schilderijen werd de draak gestoken met bedrogen echtgenoten. Op Het geboortefeest van Jan Steen (1664) weet de trotse vader niet dat een omstaander twee vingers boven het hoofd van de pasgeborene houdt.

De koekoeksgraad is de mate waarin het voorkomt dat kinderen een andere biologische vader hebben dan hun juridische vader. Het meet dus de frequentie van koekoekskinderen in een populatie. Administratief hebben ze niet de status van buitenechtelijke kinderen en ook persoonlijk hoeven ze zich er niet bewust van te zijn. Uit genetische studies in Vlaanderen, Italië, Spanje, Mali en Zuid-Afrika komt naar voren dat de koekoeksgraad gedurende de laatste honderden jaren steeds tussen 1 en 2 procent heeft gelegen, waar voorheen werd aangenomen dat dit cijfer in het Westen rond de 10% lag.
De koekoeksgraad in een huidige humane populatie wordt gemeten door een representatief aantal vader-kind relaties via DNA of bloedgroep te verifiëren. De historische koekoeksgraad wordt gemeten door het Y-chromosoom van mannen te vergelijken die eenzelfde voorvader hebben gehad in een ver verleden op basis van genealogische gegevens, een doeltreffende methode ontwikkeld en voor het eerst toegepast door de Leuvense geneticus Maarten Larmuseau.
De gemiddelde koekoeksgraad mag dan vrij stabiel zijn, erbinnen valt behoorlijk wat variatie aan te treffen. Een studie over Vlaanderen en Nederland in de laatste vijf eeuwen vond dat de koekoeksgraad piekte in de periode 1850-1900 bij de laagste sociale klasse in de grote steden. Daar kon het aantal buitenechtelijke kinderen oplopen tot 6 %, terwijl dat bij de boeren slechts 0,5 % bedroeg. Behalve de grotere sociale controle op het platteland, moeten ook andere factoren een rol hebben gespeeld die meer aanwezig waren in stedelijke milieus. Verder onderzoek is nodig om na te gaan wat de impact was van hongersnoden, epidemieën, verkrachtingen en sekswerk.